# Metanarthecium
Metanarthecium là một chi thực vật có hoa trong họ Nartheciaceae.

## Các loài
- Metanarthecium luteoviride Maxim.
  - Metanarthecium luteoviride var. nutans Masam.